# Galerie 55

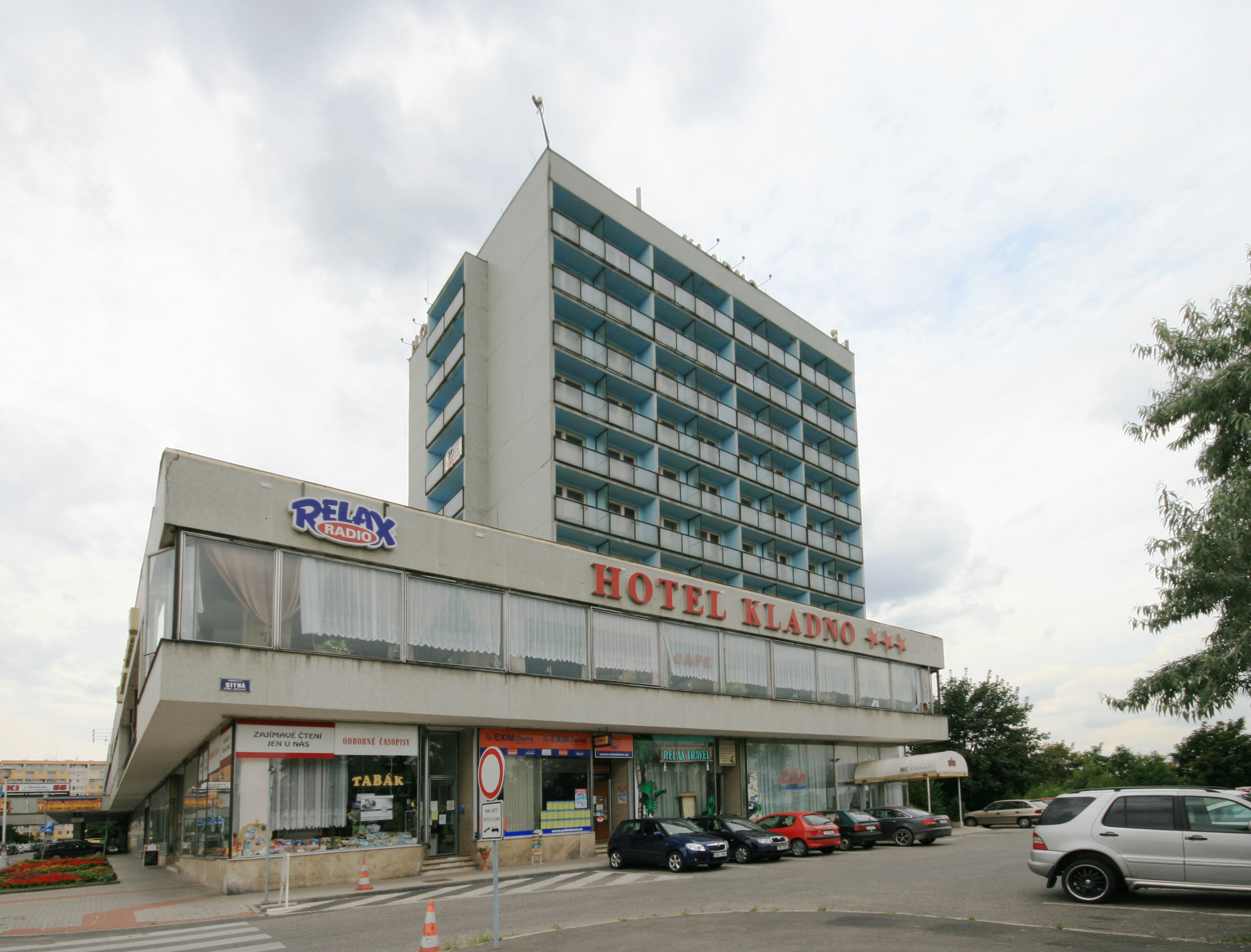
bývalý Kulturní dům Městského kulturního střediska Kladno, sídlo Galerie 55

Galerie 55 byla založena Františkem Tomíkem. Sídlila v Kulturním domě MěKS Kladno, kladenské sídliště okrsek "O", blok 55 (Hotel Kladno, Sítná 3113). V letech 1982–1988 se v ní uskutečnilo 39 výstav.

## Galerie
Program galerie se soustředil na české moderní umění 60. let. K výstavám byl vydáván dvojlist formátu 15 x 30 cm se dvěma reprodukcemi a vloženým textem. Katalogy nepodléhaly žádnému oficiálnímu schvalovacímu procesu a umožňovaly teoretikům svobodné vyjadřování. Vernisáže byly významným místem obnovení vzájemných kontaktů teoretiků a výtvarníků. Ti se pak pravidelně scházeli k pokračujícím diskusím v domě sester Válových.
Vystavujícími byli vesměs autoři vykázaní v době normalizace z oficiálních výstavních síní tehdejšího SČVU. Členové skupiny Trasa, kteří se sešli na výstavách v Galerii 55, se zde později rozhodli obnovit činnost skupiny.
Dění v galerii dokumentoval kladenský fotograf Jiří Hanke.

### Výstavy (dokumentované)
- 1982 Václav Špale: Grafika, kresby, ilustrace
- 1983 Marie Srahovská: Grafika, kresby, ilustrace
- 1983 Jiří Kučera: Fotografie
- 1983 Milica Gedeonová: Scénografie
- 1983 Hana Junková: Keramika, Pavel Hořejší: Fotografie
- 1983 Zuzana Kvasnicová: Obrázky
- 1983 Kateřina Marinová: Obrázky, Michal Fairaizl: Fotografie
- 1983 Jitka Válová: Kresby
- 1983 Adriena Šimotová: Otisky
- 1983 Zdirad J. K. Čech: Grafika
- 1984 Čestmír Kafka: Spojování
- 1984 Karel Vaca: Obrazy
- 1984 Zdena Fibichová: Kresby
- 1984 Jiří Hanke: Stop Time
- 1984 Olbram Zoubek: Figury
- 1984 Květa Válová: Kresby
- 1984 Vladimír Jarcovják: Variace
- 1984 Olga Čechová: Ovázané
- 1985 Zdeněk Šimek: Z ateliéru
- 1985 Vladimír Preclík: Dvě plus deset
- 1985 Eva Kmentová: Opuštěný prostor
- 1985 Jiří Načeradský: Studie na téma rotujících figur a dynamických prostorů
- 1985 Josef Blecha: Kresby
- 1985 Václav Frolík: Rozhovory
- 1986 Frolík, Stříbrný, Tomík: Tři
- 1986 Jiří John: Grafika
- 1986 Rostislav Novák
- 1987 Jaroslav J. Králík: 5GR+3S+O
- 1987 Zdeněk Prokop: Jablko poznávání
- 1987 Jiří Polák: My a příroda
- 1987 Aleš Veselý: Stigmatické objekty
- 1987 Jan P. Krásný: Kresby
- 1987 Jiří Sozanský: Dům číslo 50
- 1987 Stanislav Zippe: Kresby
- 1988 Pavel Turnovský: Živlové kresby
- 1988 Viktor Stříbrný: Návrhy-realizace
- 1988 Aleš Svoboda: Struktura 193
- 1988 Jaroslav Pergl, Luděk Švorc: Viděno dvěma
- 1988 Jiří Lindovský